# Жайворонок аравійський
Жайворонок аравійський (Eremalauda eremodites) — вид горобцеподібних птахів родини жайворонкових (Alaudidae). Мешкає на Близькому Сході. Раніше вважавсля конспецифічним з сахельським жайворонком.

## Поширення і екологія
Аравійські жайворонки мешкають в Саудівській Аравії, Ємені, Омані, Йорданії, Кувейті і Сирії. Вони живуть на сухих трав'янистих рівнинах, місцями порослих чагарниками, на краях пустель і в оазах. Зустрічаються зграйками. Живляться насінням і комахами, яких шукають на землі. Сезон розмноження триває з лютого по червень з піком у березні-травні. Гніздяться на землі.